# 根思乡
根思乡，是中华人民共和国江苏省泰州市泰兴市下辖的一个乡镇级行政单位。境内的泰兴市旱地作物研究所是一个类似乡级单位。原名“杨货郎店”，1955年为纪念中国人民志愿军特级战斗英雄杨根思而改为现名。

## 行政区划
根思乡下辖以下地区：
西叶社区、蔡港村、杜港村、鞠庄村、老叶村、马北村、焦荡村、卢陶村、鞠顾村、南湖村、港湖村、湖头村、根思村、井坔村、李秀河村、许家堡村、复兴村和新羌村。